# Joshua (pel·lícula de 2007)
Joshua (també coneguda com The Devil's Child) és una pel·lícula de thriller psicològic estatunidenca de 2007 coescrita i dirigida per George Ratliff. La pel·lícula és protagonitzada per Sam Rockwell, Vera Farmiga i Jacob Kogan.
Joshua es va estrenar al Festival de Cinema de Sundance de 2007 i es va estrenar el 6 de juliol de 2007 als Estats Units per Fox Searchlight Pictures. La pel·lícula va rebre ressenyes favorables per part de la crítica, amb molts elogis per les actuacions, l'atmosfera i els elements de terror, però crítiques per la seva trama i personatges.

## Argument
Brad i Abby Cairn són una parella acomodada de Nova York amb dos fills. El seu primogènit, un nen de 9 anys, decidit per si mateix, vestit de manera conservadora, Joshua, és un nen prodigi al piano i demostra una habilitat fins a tal punt que pensa i actua com un vell abans del seu temps.
Joshua gravita cap al seu oncle Ned inconscient com a amic íntim, però es distancia dels seus pares, sobretot després del naixement de la seva germana, Lily. A mesura que passen els dies, succeeixen esdeveniments estranys a mesura que la casa retrocedeix de sana i feliç a estranya i desorientadora. Mentre els gemecs del nadó porten una Abby ja tensa fins al punt d'una crisi nerviosa, Joshua mostra un comportament francament sociopàtic, mentre que Brad descobreix que no pot ajudar a la seva dona, fer-ho bé en la seva feina exigent o combinar l'enginy amb el seu estrany fill.
Joshua mata el gos de la família, però diu que no sap què va passar, després imita el greuge del seu pare com si ell mateix fos incapaç de sentir tristesa. A continuació, provoca una baralla entre la seva mare (que és jueva, però no religiosa) i l'àvia paterna Hazel (que és cristiana evangèlica i que constantment intenta convertir Joshua) quan diu als seus pares que vol convertir-se en cristià. Més tard, convenç la seva mare perquè jugui a fet d'amagar. Mentre l'Abby compta, agafa la seva germana del bressol per amagar-la amb ell, fent que la seva mare s'espanti i es desmai mentre els busca, abans de tornar a posar la seva germana al bressol perquè sembli com si la seva mare estigués al·lucinant.
En veure que l'Abby empitjora, Brad es pren dues setmanes de descans de la seva feina per tenir cura d'ella i dels nens. Quan va arribar a casa, Joshua va al Museu de Brooklyn amb la Lily i la Hazel. Joshua espanta a Hazel descrivint els actes violents de Seth, el Deu del Caos egipci. A casa, Brad mira una cinta de vídeo de Joshua fent plorar a la Lily a propòsit enmig de la nit, adonant-se que Joshua és qui ha estat fent plorar a la Lily incessantment a la nit. Arriba al museu just a temps per veure que Joshua intenta empènyer la seva germana per un tram d'escales. S'atura quan és atrapat per Hazel, però procedeix a empènyer-la cap avall, matant-la i disfressant-ho com un accident. Brad li confia en Ned que creu que Joshua ho va fer, però Ned no el creu. En aquest moment, l'Abby ha tingut una crisi psicòtica completa i s'ha institucionalitzat.
Aquella nit, Brad instal·la un pany a la porta del seu dormitori i li diu a Joshua que la seva germana dormirà amb ell, per por que intenti fer alguna cosa a la Lily. També porta la Betsy, una psicòloga, a conèixer en Joshua. La Betsy arriba a la conclusió errònia que Joshua està sent abusat, frustrant encara més Brad. Brad li diu a Joshua que l'està enviant a un internat, fent que Joshua fugi. Quan Brad arriba a casa, immediatament veu la motxilla de l'escola d'en Joshua al terra de la cuina. Brad crida a Joshua moltes vegades mentre busca la residència, però els seus esforços no tenen èxit. Més tard al vespre, Brad està estirat amb la Lily al llit fent-la dormir. Llavors, Brad escolta en Joshua plorar, i el troba amagat a la cuina. Joshua suplica a Brad que no l'enviï. Joshua no s'arrossega del seu amagatall, així que Brad el treu i Joshua crida de dolor. És llavors quan Brad descobreix un gran hematoma a l'esquena de Joshua. Brad pregunta a Joshua qui li va provocar l'hematoma diverses vegades, i l'únic que diu Joshua era que va relliscar.
L'endemà al matí, Brad i Joshua van a passejar amb la seva germana, però Joshua li roba el xumet i la fa plorar. Quan Brad s'enfronta a ell, Joshua comença a burlar-se d'ell, fent que el colpegi Brad intenta disculpar-se, però Joshua es burla encara més d'ell, impulsant Brad a colpejar el seu fill en públic, reforçant el cas d'abús de Joshua i enviant Brad a la presó per agressió. S'indica que Joshua també va incriminar al seu pare per manipular els medicaments d'Abby, suggerint que Brad passarà la resta de la seva vida a la presó, deixant a Ned que adopti Joshua i Lily.
A l'última escena, Ned s'asseu amb Joshua al piano i tots dos componen una cançó. Joshua canta sobre com els seus pares mai seran estimats per ningú ara, i que només volia estar amb Ned i es va desfer de tots els altres. És a través d'això que Ned finalment s'adona del que ha fet Joshua i el mira amb una mirada pertorbada.

## Repartiment
- Vera Farmiga com Abby Cairn
- Sam Rockwell com a Brad Cairn
- Jacob Kogan com a Joshua Cairn
- Celia Weston com a Hazel Cairn
- Dallas Roberts com a Ned Davidoff
- Michael McKean com a Chester Jenkins
- Nancy Giles com a Betsy Polschek
- Linda Larkin com a Sra Karen Danforth
- Alex Draper com Stewart Slocum
- Ezra Barnes com a Fred Solomon
- Jodie Markell com a Ruth Solomon
- Rufus Collins com Henry Abernathy
- Haviland Morris com a Monique Abernathy
- Tom Bloom com a Joe Cairn
- Jack Cortes com el Sr. Wallace "Wally" Danforth

## Estrena
La pel·lícula va ser dirigida per George Ratliff, qui va coescriure el guió amb David Gilbert. Va ser produït per Johnathan Dorfman i ATO Pictures, i va ser distribuït per Fox Searchlight Pictures i 20th Century Fox. La pel·lícula va ser una selecció especial al Festival de Cinema de Sundance el gener de 2007.
Joshua va rebre una estrena limitada als Estats Units el 6 de juliol de 2007. També va formar part de la secció oficial del XL Festival Internacional de Cinema Fantàstic de Catalunya, on va guanyar el Premi al millor actor per Sam Rockwell i una menció especial.

## Música
La Sonata per a piano núm. 12 de Beethoven (moviment de la Marxa fúnebre) es va utilitzar àmpliament a la pel·lícula, i es va aprendre i interpretar per Jacob Kogan de 12 anys. La banda sonora va ser escrita per Nico Muhly i es podia descarregar a través d'iTunes.

## Recepció

### Taquilla
La pel·lícula va guanyar 53.233 dòlars el cap de setmana d'obertura des de 6 pantalles, amb una mitjana de 8.538 dòlars per sala. Va guanyar 482.355 $ a nivell nacional als Estats Units i 237.613 $ a altres territoris amb un total mundial brut de 719.968 $.

### Resposta crítica
A Rotten Tomatoes la pel·lícula té una valoració mitjana del 62%, basada en 99 crítiques, amb una valoració mitjana de 6,3/10. El consens del lloc diu: "Tot i que Joshua és, en última instància, massa formulada, la seva intel·ligència i l'acumulació de suspens augmenten el factor d’esglai general." A Metacritic, la pel·lícula va obtenir una puntuació de 69 sobre 100 , basat en 25 ressenyes crítiques, que indiquen "crítiques generalment favorables".
Duane Byrge de The Hollywood Reporter a dir que la pel·lícula era "una brillant història de la casa de terror amb flaire hitchcockià ". Owen Gleiberman d’Entertainment Weekly va dir que la pel·lícula és "una cosa vitalment nova... que es diverteix genial i intel·ligent amb les teves pors" - també va assenyalar que és "un thriller psicològic magníficament dissenyat". Elizabeth Weitzman de New York Daily News va escriure: "Res d'això hauria funcionat sense el nen ideal, i Kogan, fent el seu debut al cinema, aconsegueix un paper difícil a la perfecció. Ratliff evita convertir-lo en una típica llavor dolenta i mostra la mateixa moderació gairebé a cada torn. Amb un ritme deliberat, ensurts ben situats i un sentit de l'humor molt negre, Ratliff ens fa endevinar fins al final impressionant."
Maitland McDonagh de TV Guide va donar a la pel·lícula 2,5 estrelles sobre 4, i va escriure: "Ratliff i el coguionista David Gilbert apunten clarament al mercat de suspens d'alt nivell més que al terror baix i brut de multituds, però l'obvietat del seu guió despulla la història de suspens i la converteix en un tediós colpeig fins a un final predestinat." Mick LaSalle del San Francisco Chronicle va escriure: "Dues coses: el públic està davant de la pel·lícula i la pel·lícula mai no enganxa. A la primera escena mirem el nen, mirem la família i hi connectem. Tenim tot el que hi ha per aconseguir-ho. Un nen estranyament compost s'asseu amb el vestit i la corbata, tocant una peça de piano de Bartók per a un recital de l'escola, mentre que els seus pares ooh i aah per la seva filla recent nascuda. Joshua és un nen molt dolent, i farà coses molt dolentes."